# Rivière Magpie
Der Rivière Magpie ist ein ca. 192 km langer Fluss in der Region Minganie in der Verwaltungsregion Côte-Nord der kanadischen Provinz Québec.

## Flusslauf
Der Rivière Magpie hat seinen Ursprung in den Lacs Belmont auf einer Höhe von 840 m. Er fließt von der Hochfläche der Labrador-Halbinsel, nahe der Provinzgrenze zu Neufundland und Labrador, anfangs in Richtung Südsüdost. Bei Flusskilometer 159 mündet der Rivière Magpie Est in den Fluss, bei Flusskilometer 149 der Rivière Fréchette, beide linksseitig. Anschließend wendet sich der Rivière Magpie nach Süden. Er durchfließt ab Flusskilometer 132 den langgestreckten 75 km langen See Lac Magpie. Der Rivière Magpie Ouest mündet bei Flusskilometer 100 in das westliche Seeufer. Der Rivière Magpie fließt unterhalb des Lac Magpie noch 57 km weiter nach Süden und erreicht schließlich das Nordufer des Sankt-Lorenz-Golfes. Die Mündung liegt östlich der Stadt Sept-Îles und nördlich der Westspitze der Anticosti-Insel. Die Route 138 überquert den Fluss unmittelbar vor dessen Mündung.

## Wasserkraftanlagen
Einen Kilometer vor der Mündung wird der Fluss durch die Barrage de Magpie aufgestaut. Das 2007 in Betrieb genommene neue Magpie-Wasserkraftwerk (⊙) ersetzt eine ältere Anlage. Es liefert eine Leistung von 40,6 MW. Die mittlere Jahresleistung beträgt 185.000 MWh.

## Freizeitnutzung
Der Fluss ist ein beliebtes Wildwassergewässer für Rafting, Kanu und Kajak.

## Namensgebung
„Magpie“ ist die englische Bezeichnung für die Elster, in diesem Fall ist jedoch unklar, ob bei der Namensfindung des Flusses ursprünglich der Meisenhäher gemeint war.